# Син Йеын
Син Йеын (кор. 신예은?, 辛睿恩?; род. 18 января 1998 года, Анян, Кёнгидо, Республика Корея) — южнокорейская актриса, получившая популярность благодаря своей роли в веб-сериале «Восемнадцать» и его продолжении «Восемнадцать 2» и получившая международное признание за роли в сериалах «Месть от третьего лица» от Disney+ и «Слава» от Netflix. Лауреатка престижной корейской телепремии «Голубой дракон» в категории «Лучшая актриса-новичок».

## Ранняя жизнь и образование
Син Йеын родилась 18 января 1998 года в городе Анян, провинция Кёнгидо, Республика Корея. С детства проявляла интерес к исполнительскому искусству, так как её дедушка был театральным актёром, и она часто смотрела его выступления. Училась в средней школе искусств Аняна, где специализировалась на актёрском мастерстве. Затем поступила в Университет Сонгюнгван, где продолжила обучение по специальности «Исполнительские искусства».

## Карьера
Син появилась на обложке корейского студенческого журнала College Tomorrow № 840 в 2018 году. Вскоре после этого она дебютировала как актриса в веб-сериале 2018 года «Восемнадцать». В августе 2018 года Син подписала контракт с агентством JYP Entertainment. В том же году она снялась в музыкальном клипе группы Day6 на песню «Shoot Me».
В 2019 году Син получила свою первую главную роль в фэнтезийном телесериале «Психометрик», где она сыграла вместе с Пак Чинёном. Также она повторила свою роль До Ханы в сериале «Восемнадцать 2».
С июля 2019 по июль 2020 года она вела музыкальную программу «Music Bank» вместе с Чхве Бомином из Golden Child. В том же году Син была выбрана послом 21-го Международного фестиваля анимационных фильмов в Пучхоне.
В 2020 году она снялась в телесериале KBS2 «Добро пожаловать» вместе с Ким Мёнсу.
В 2021 году Син приняла участие в записи песни «La Rosa» из второго мини-альбома Чон Юнхо под названием Noir, выпущенного 18 января 2021 года. С ноября 2021 года она стала диджеем на радиошоу «Volume Up» после ухода Кан Ханны.
В 2022 году Син появилась в оригинальном сериале TVING «Клетки Юми 2». В июле она присоединилась к платформе Bubble for Actors.
В ноябре 2022 года Шин сыграла главную роль в сериале «Месть от третьего лица» на платформе Disney+. В этом сериале она исполнила роль Ок Чанми, старшеклассницы, которая расследует смерть своего брата-близнеца и жаждет мести. За свою работу в сериале она получила награду на 2-й церемонии вручения телепремии «Голубой дракон» в категории «Лучшая актриса-новичок».
Через месяц после этого Син была утверждена на роль в сериале «Слава» в роли молодой версии Пак Ёнджин, главной антагонистки истории, которая систематически издевается над молодой Мун Донын (роль исполнила Чон Джисо). Сериал «Слава» стал седьмым по популярности неанглоязычным телесериалом на Netflix с 380,38 миллионами часов просмотра.
В 2024 году Син снялась в исторической музыкальной драме tvN «Чон Ён», исполнив роль Хо Ёнсо.

## Продвижение
В мае 2019 года Син была выбрана для продвижения парфюмерной коллекции Fantasia от Анны Суи в журнале Vogue. В 2020 году она стала лицом тонального крема Wang Cherry Blossom Tone-Up от Innisfree.
В марте 2023 года Син была назначена амбассадором бренда Charmzone Cosmetics. Три месяца спустя она стала лицом молочного бренда Dongwon F&B под названием Denmark и бренда Ildong Foodis с продуктом Beaubit.
В январе 2024 года Син была выбрана для рекламы теннисной коллекции Le Coq Sportif. Месяц спустя она стала лицом весенней коллекции сумок южнокорейского бренда J.Estina.

## Дискография

### Синглы
| Название                                                                                | Год                     | Наивысшая позиция в чарте | Альбом                        |
| Название                                                                                | Год                     | KOR                       | Альбом                        |
| Как приглашённый артист                                                                 | Как приглашённый артист | Как приглашённый артист   | Как приглашённый артист       |
| --------------------------------------------------------------------------------------- | ----------------------- | ------------------------- | ----------------------------- |
| «La Rosa» (불면) (U-Know совместно с Син Йеын)                                          | 2021                    | —                         | Noir                          |
| Саундтреки                                                                              |                         |                           |                               |
| «Shooting Star» (별똥별)                                                                | 2020                    | —                         | Добро пожаловать OST Part. 12 |
| «—» обозначает релизы, которые не попали в чарты или не были выпущены в данном регионе. |                         |                           |                               |

## Фильмография

### Кино
| Год  | Название | Роль     | Примечание | Ист.   |
| ---- | -------- | -------- | ---------- | ------ |
| 2025 | Секрет   | Пак Инхи |            | [ 30 ] |

### Телесериалы
| Год  | Название                                           | Роль       | Примечание        | Ист.   |
| ---- | -------------------------------------------------- | ---------- | ----------------- | ------ |
| 2019 | Психометрик                                        | Юн Джэин   |                   | [ 31 ] |
| 2020 | Добро пожаловать                                   | Ким Соль А |                   | [ 12 ] |
| 2020 | Больше чем друзья                                  | Кён Уён    |                   | [ 32 ] |
| 2021 | KBS Drama Special: «Эффект одной ночи на прощание» | О Джин     | одноактная дорама | [ 33 ] |
| 2023 | Романтический гостевой дом                         | Юн Дан О   |                   | [ 34 ] |
| 2024 | Чон Ён                                             | Хо Ёнсо    |                   | [ 35 ] |

### Веб-сериалы
| Год       | Название               | Роль                 | Примечание       | Ист.   |
| --------- | ---------------------- | -------------------- | ---------------- | ------ |
| 2018      | Восемнадцать           | До Хана              |                  | [ 3 ]  |
| 2019      | Восемнадцать 2         | До Хана              |                  | [ 8 ]  |
| 2022      | Копы-новички           | Чан Соён             | камео (1 эпизод) | [ 36 ] |
| 2022      | Клетки Юми             | Ю Даын               | 2 сезон          | [ 37 ] |
| 2022      | Месть от третьего лица | Ок Чанми             |                  | [ 18 ] |
| 2022–2023 | Слава                  | Пак Ёнджин (молодая) | 1-2 часть        | [ 38 ] |

### Телешоу
| Год       | Название                 | Роль    | Примечание                    | Ист.   |
| --------- | ------------------------ | ------- | ----------------------------- | ------ |
| 2019–2020 | Music Bank               | Ведущая | с Чхве Бомином (эп: 986–1037) | [ 9 ]  |
| 2022      | 600 Years of Road Opened | Ведущая | с Чинёном                     | [ 39 ] |

### Ведущая
| Год  | Название          | Примечание           | Ист.   |
| ---- | ----------------- | -------------------- | ------ |
| 2020 | KBS Song Festival | С Чха Ыну и Чон Юнхо | [ 40 ] |

### Появление в музыкальных видео
| Год  | Название песни       | Артист          | Ист.   |
| ---- | -------------------- | --------------- | ------ |
| 2018 | «Shoot Me»           | Day6            | [ 41 ] |
| 2019 | «Right» (feat. Sole) | Brown Eyed Soul | [ 42 ] |

### Радио-шоу
| Год       | Название           | Примечания                   | Ист.          |
| --------- | ------------------ | ---------------------------- | ------------- |
| 2021–2022 | Volume Up Син Йеын | 1 ноября 2021 – 31 июля 2022 | [ 43 ] [ 44 ] |

## Награды и номинации
| Награда                        | Год  | Категория                                                                     | Работа                                             | Результат | Ист.   |
| ------------------------------ | ---- | ----------------------------------------------------------------------------- | -------------------------------------------------- | --------- | ------ |
| APAN Star Awards               | 2023 | Премия за выдающееся актерское мастерство, актриса                            | Месть от третьего лица, Романтический гостевой дом | Победа    | [ 45 ] |
| Asia Model Awards              | 2020 | Новичок года                                                                  | Син Йеын                                           | Победа    | [ 46 ] |
| Телепремия «Голубой дракон»    | 2023 | Лучшая актриса-новичок                                                        | Месть от третьего лица                             | Победа    | [ 47 ] |
| Brand of the Year Awards       | 2019 | Восходящая звезда                                                             | Син Йеын                                           | Победа    | [ 48 ] |
| Brand of the Year Awards       | 2023 | Восходящая звезда, актриса                                                    | Син Йеын                                           | Победа    | [ 49 ] |
| Broadcast Advertising Festival | 2023 | Новичок                                                                       | Син Йеын                                           | Победа    | [ 50 ] |
| KBS Drama Awards               | 2020 | Лучшая актриса-новичок                                                        | Добро пожаловать                                   | Победа    | [ 51 ] |
| KBS Drama Awards               | 2021 | Лучшая женская роль в драматическом сериале/телефильме                        | Drama Special – Момент романтики                   | Номинация | [ 52 ] |
| KBS Entertainment Awards       | 2019 | Лучшая пара (с Чхве Бомином)                                                  | Music Bank                                         | Победа    | [ 53 ] |
| KBS Entertainment Awards       | 2019 | Премия новичку                                                                | Music Bank                                         | Номинация |        |
| Korea Drama Awards             | 2019 | Звезда года                                                                   | Психометрик                                        | Победа    | [ 54 ] |
| SBS Drama Awards               | 2023 | За выдающиеся достижения, актриса в мини-сериале «Мелодрама/комедийная драма» | Романтический гостевой дом                         | Победа    | [ 55 ] |
| SBS Drama Awards               | 2023 | Лучшая пара                                                                   | Син Йеын (с Рёуном) Романтический гостевой дом     | Номинация | [ 56 ] |

### Списки
| Издатель | Год  | Список                       | Место    | Ист.   |
| -------- | ---- | ---------------------------- | -------- | ------ |
| Cine21   | 2020 | 10 Звезд и восходящих светил | Включена | [ 57 ] |